# Freycinetia ancistrosperma
Freycinetia ancistrosperma är en enhjärtbladig växtart som beskrevs av Huynh. Freycinetia ancistrosperma ingår i släktet Freycinetia och familjen Pandanaceae. Inga underarter finns listade.